# سانتياغو مارتين بيريز
سانتياغو مارتين بيريز (بالإسبانية: Santiago Martín Pérez)‏ هو لاعب كرة قدم أوروغواياني في مركز الدفاع، ولد في 8 نوفمبر 1998 في مونتفيدو في الأوروغواي. لعب مع ريفر بليت.

## وصلات خارجية
- سانتياغو مارتين بيريز على موقع قاعدة بيانات كرة القدم.إي يو (الإنجليزية)
- سانتياغو مارتين بيريز على موقع Soccerway.com (الإنجليزية)